# Emirato di Beihan
Il Beihan o Bayhan (in arabo: بيحان Bayhan), ufficialmente Emirato di Beihan (in arabo : إمارة بيحان Imarat Bayhan), fu uno stato del Protettorato di Aden e della Federazione dell'Arabia Meridionale. La sua capitale era Suq Abdulla, ora chiamata Beihan. L'emirato venne abolito nel 1967 alla fondazione della Repubblica Democratica Popolare dello Yemen ed ora è parte dello Yemen.

## Geografia
Il Beihan è una valle collegata a al-Bayda' nel nord-ovest, Ma'rib a est e Ataq a sud. Si tratta di una valle fertile irrigata da corsi d'acqua che scendono dalle montagne del nord, così come dai pozzi scavati. Le principali coltivazioni sono datteri, cereali e agrumi e le persone dipendono dal bestiame in larga misura per sopravvivere. Tuttavia, sempre più persone adottano il commercio e gli scambi commerciali, cosa che favorisce anche il governo che riceve introiti.

## Storia
La valle di Bayhan storicamente aveva diversi gruppi principali. La tribù Musabein che vive nel sud era dominata dagli Al-Saleh (Ahmed Saif) e dagli Alfatima (Naji Alawi tribù). Queste due fazioni erano impegnate in faide continue. Storicamente il centro della valle era popolato dalla famiglia Al-Habieli, discendenti del Profeta, che arrivarono nella valle verso la fine del 1600. Erano stati inviati dall'imam dello Yemen per proteggere le rotte commerciali.
La famiglia Al-Habieli è discendente diretta del primo imam di Sana'a, al Hadi Yahya bin Hussein, e del settimo, Qassim al Mansur bin Abdullah.
Il nord della valle era dominata dalla tribù Balharith che erano in lotta fra loro per determinare chi fosse lo sceicco di primaria importanza essendo il Masabin diviso in due rami principali.